# Bella Vista (Beni)
Bella Vista es una población del noreste de Bolivia, situada en el municipio de Magdalena de la provincia de Iténez en el departamento del Beni.

## Historia
Bella Vista fue fundada en la primera mitad del siglo XX por recolectores de caucho que trabajaban en la región para la empresa Kómarec y Bruckner. El asentamiento fue utilizado como base militar bajo la dirección de Julio Serrate, siendo su fecha oficial de fundación en febrero de 1942. A los pobladores de Bella Vista se fueron sumando paulatinamente inmigrantes de las localidades cercanas de Baures, Magdalena, El Carmen y Orobayaya, atraídos por las oportunidades para recolectar caucho y nueces amazónicas. Hoy en día, la región de Bella Vista subsiste principalmente de la caza, la tala, el palmito y el caucho, la agricultura de tala y quema y la pesca de los ríos Blanco y San Martín, que se juntan en Bella Vista.

## Ubicación
Políticamente forma parte del municipio de Magdalena. Está ubicada en la orilla derecha del río Blanco, en su confluencia con el río San Martín, el cual se desprende del cauce del río Iténez. Tiene una altitud de 148 msm y se encuentra dentro del área protegida denominado Parque departamental y área natural de manejo integrado Iténez (PD-ANMI Iténez).

## Geografía

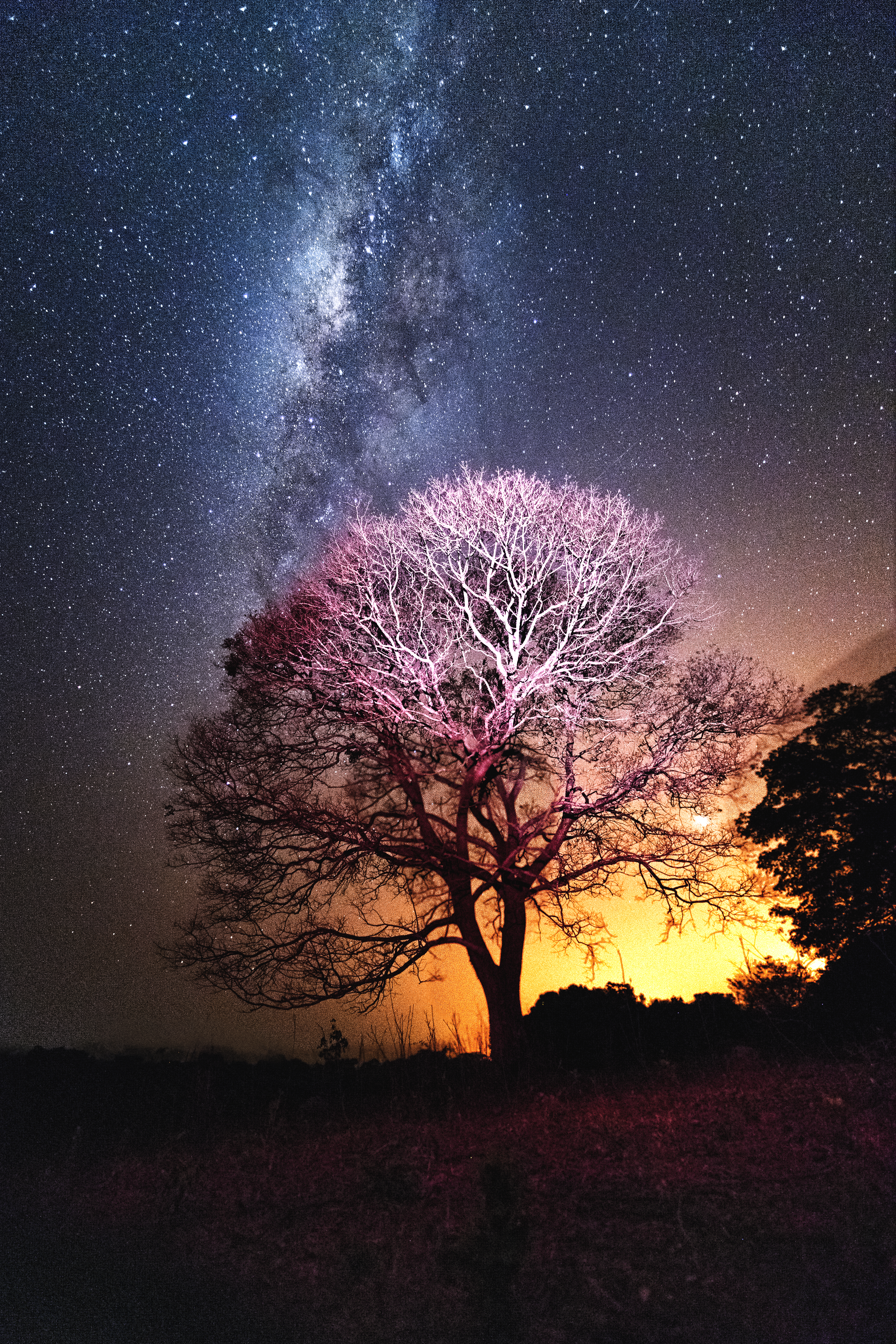
Vía Láctea observada desde Bella Vista.

El clima en Bella Vista es tropical, con una temperatura típica estable con pequeñas variaciones, la temperatura media anual es de 27 °C. Las precipitaciones anuales llegan a los 1400 mm dando lugar a una temporada húmeda que va desde noviembre a marzo y una temporada seca que va desde junio a agosto.

## Población
La población ha experimentado un importante crecimiento, llegando esta a duplicarse en las últimas dos décadas:
| Año  | Habitantes | Fuente |
| ---- | ---------- | ------ |
| 1992 | 1 711      | Censo  |
| 2001 | 2 017      | Censo  |
| 2012 | 2 440      | Censo  |

## Transporte
Bella Vista está situada a 333 km por carretera al noreste de la capital departamental, Trinidad. 
Desde Trinidad, se toma la Ruta 9 hacia el noreste a 211 km de La Esperanza hacia San Ramón. Aquí se divide la ruta en un camino de tierra que va hacia el este por el cual, después de 82 km se alcanza la ciudad de Magdalena, desde aquí se avanza a 40 km yendo al este de Orobayaya y finalmente se llega a Bella Vista.